# 20th Century Masters: The Millennium Collection: The Best of Boyz II Men
20th Century Masters — The Millennium Collection: The Best of Boyz II Men — сборник лучших песен американской группы Boyz II Men, изданный на лейбле Motown Records в 2003 году.

## Об альбоме
В состав сборника вошло десять композиций в стиле R&B, продолжающих традиции афро-американской музыки, отражённые в творчестве вокального квартета Boyz II Men. Помимо хорошо известных хитов, возглавлявших музыкальные хит-парады («End of the Road», «It’s So Hard to Say Goodbye to Yesterday»), компиляция содержала менее известные композиции, такие как «Uhh Ahh» и «A Song for Mama».
На сайте AllMusic альбом оценили на четыре звезды из пяти. Роб Тикстон обратил внимание на то, что сборник не так детально описывал творчество группы, как вышедшая двумя годами ранее компиляция Legacy: The Greatest Hits Collection, но тем не менее «являлся хорошей стартовой точкой для обычных поклонников и новых слушателей».

## Список композиций
1. «End of the Road»
2. «It's So Hard to Say Goodbye to Yesterday»
3. «Motownphilly»
4. «In the Still of the Night (I’ll Remember)»
5. «Uhh Ahh»
6. «I'll Make Love to You»
7. «Thank You»
8. «Water Runs Dry»
9. «4 Seasons of Loneliness»
10. «A Song for Mama»

## Места в хит-парадах
| Хит-парад (2011)                   | Наивысшая позиция |
| ---------------------------------- | ----------------- |
| США (Billboard 200)                | 70                |
| США (Billboard Top Catalog Albums) | 7                 |